# Платицин, Аркадий Васильевич
Арка́дий Васи́льевич Плати́цин (16 марта 1923 — 14 сентября 2013) — советский и российский художник-график, педагог, краевед, заслуженный работник культуры РСФСР (1975).

## Биография
Родился 16 марта 1923 года в городе Козлове Тамбовской области в семье музыканта. С детства увлекался рисованием. В 1940 году на его работы обратил внимание художник А. М. Герасимов и посоветовал получить профессиональное художественное образование. В 1941 году Платицин окончил среднюю школу № 7, а после начала Великой Отечественной войны добровольцем ушёл на фронт. Служил техником самолёта, принимал участие в освобождении Киева, Белоруссии, Варшавы. На войне сделал несколько зарисовок с натуры.
С 1948 по 1951 год учился в Московском художественно-графическом педагогическом училище. Преподавал рисование в мичуринских школах № 1, № 5, № 6 и в Мичуринском государственном педагогическом институте. С 1953 года руководил изобразительным кружком в мичуринском Доме пионеров. С 1955 года член Союза художников СССР. В 1966 году основал в Мичуринске детскую художественную школу, до ухода на пенсию в 1983 году оставался её директором. После него директором школы стал его сын Василий Аркадьевич Платицин.
Среди учеников Аркадия Платицина народный художник России Виталий Попов, лауреат премии Ленинского комсомола портретист Валерий Хабаров, заслуженный художник России Владимир Сизов и другие.
Основные темы в творчестве Аркадия Платицина — город Мичуринск, Великая Отечественная война и дети. Его работы хранятся в Тамбовской областной картинной галерее, в Тамбовском и Мичуринском краеведческих музеях, музее-усадьбе А. М. Герасимова. Автор статей в краеведческих изданиях о художественной жизни Мичуринска.

## Награды и звания
- Орден Отечественной войны ІІ степени[4]
- Орден Дружбы[4]
- 17 медалей[4]
- Заслуженный работник культуры РСФСР (1975)[3]
- Почётный гражданин Мичуринска (2001)[4]